# 福贡乌蔹莓
福贡乌蔹莓（学名：Cayratia fugongensis）是葡萄科乌蔹莓属的植物。分布于中国大陆的云南等地，生长于海拔1,300米至1,800米的地区，常生长在山坡林中，目前尚未由人工引种栽培。